# Biełyje Miedwiedi Czelabińsk
Biełyje Miedwiedi Czelabińsk (ros. Белые Медведи Челябинск) – rosyjski klub hokeja na lodzie juniorów z siedzibą w Czelabińsku.

## Historia
- Traktor 2 Czelabińsk (-2009)
- Biełyje Miedwiedi Czelabińsk (2009-)

Od 2009 drużyna występuje w rozgrywkach juniorskich MHL.
Zespół działa w strukturze klubu Traktor Czelabińsk z seniorskich rozgrywek KHL.

## Sukcesy
- Pierwsze miejsce w Dywizji Ural-Syberia w sezonie zasadniczym MHL: 2014
- Pierwsze miejsce w Dywizji Powołże w sezonie zasadniczym MHL: 2015
- Pierwsze miejsce w Konferencji Wschód w sezonie zasadniczym MHL: 2015
- Pierwsze miejsce w sezonie zasadniczym MHL: 2015
- Brązowy medal MHL: 2015, 2018, 2024

## Szkoleniowcy
- Stanisław Szadrin (2009-2011)[4][5]
- Anwar Gatijatulin (2012-2015)[6][7][8][9][10]
- Maksim Smielnicki (2015-2019)[11][12][13]
- Aleksiej Zawaruchin (2019-2021)[14][15]
- Konstantin Panow (2021-2022)[16][17][18]
- Marat Askarow (2022-)[19]

Trenerami w sztabie zostali Konstantin Panow, Gieorgij Giełaszwili.